# Georg Siegmund von Graben
Georg Siegmund von Graben (* im 16. Jahrhundert auf Schloss Kornberg; † 1543 ebenda) war ein steirischer Edelmann dem Geschlecht der Herren von Graben. Er war Herr von Kornberg, Marburg, der Obermarburg, (Ober)Radkersburg (Schloss Oberradkersburg), Riegersburg, Rohrbach, Grabenhofen, Liechtenberg und Krottenhofen.

## Biografie
Georg Siegmund von Graben war das älteste Kind von Wilhelm von Graben und Magdalena von Stubenberg. Sein Bruder war Andrä von Graben, seine Geschwister Margreta und Anna von Graben, welche das letzte Mitglied der Kornberger Linie war. Er selbst war mit Anna Gall von Rudolphsegg und Lembach verehelicht, ließ aber keine Kinder nach. Seine Witwe ehelichte schon 1544 Hans Herzenskraft.

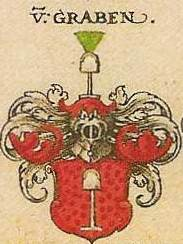
Wappen der steirischen Von Graben auf Kornberg, Johann Siebmachersche Wappentafel

Nach dem Tod seines Vaters Wilhelm im Jahr 1523 erbte Georg Siegmund dessen großen, weit verstreuten Besitz in der Steiermark, worunter die bedeutenden Herrschaften Marburg (Maribor im heutigen Slowenien) und Kornberg. Aufgrund seiner Minderjährigkeit erhielt er durch König Ferdinand Hans von Himmelberg als Gerhaben zugeteilt. 1524 suchte sein Gerhabe sowie die seiner Geschwister beim steierischen Herzog um Lehensurlaub an. 1529 kam es zu einem gerichtlichen Streit zwischen seiner verwitweten Mutter und Himmelberg, welcher aber beigelegt werden konnte. Im Verzeichnis aus dem Jahr 1536 scheinen nur mehr die Söhne des Wilhelm von Graben auf, ein Zeichen, dass diese die Vogtbarkeit erreicht hatten.
1539 verkaufte er gemeinsam mit seinem Bruder Andrä sechs landesfürstliche Güter und 12 Gülten an der Pack, Modriach und Osterwitz an Hans Ungnad. 1541 kommt er in einer Verpfändungsurkunde des Bruders an dessen Schwager Christoph Stadler vor, und wird hierbei auch als außer Landes befindlich bezeichnet. Die Güterschätzung aus dem Jahre 1542 ist auf beide Brüder, Georg Siegmund und Andrä, ausgestellt, die Nachtragsschätzung aus dem nachfolgenden Jahr nur noch auf Andrä, dem Erben des 1543 kinderlos verstorbenen Georg Siegmund von Graben.

### Güterschätzung aus 1542

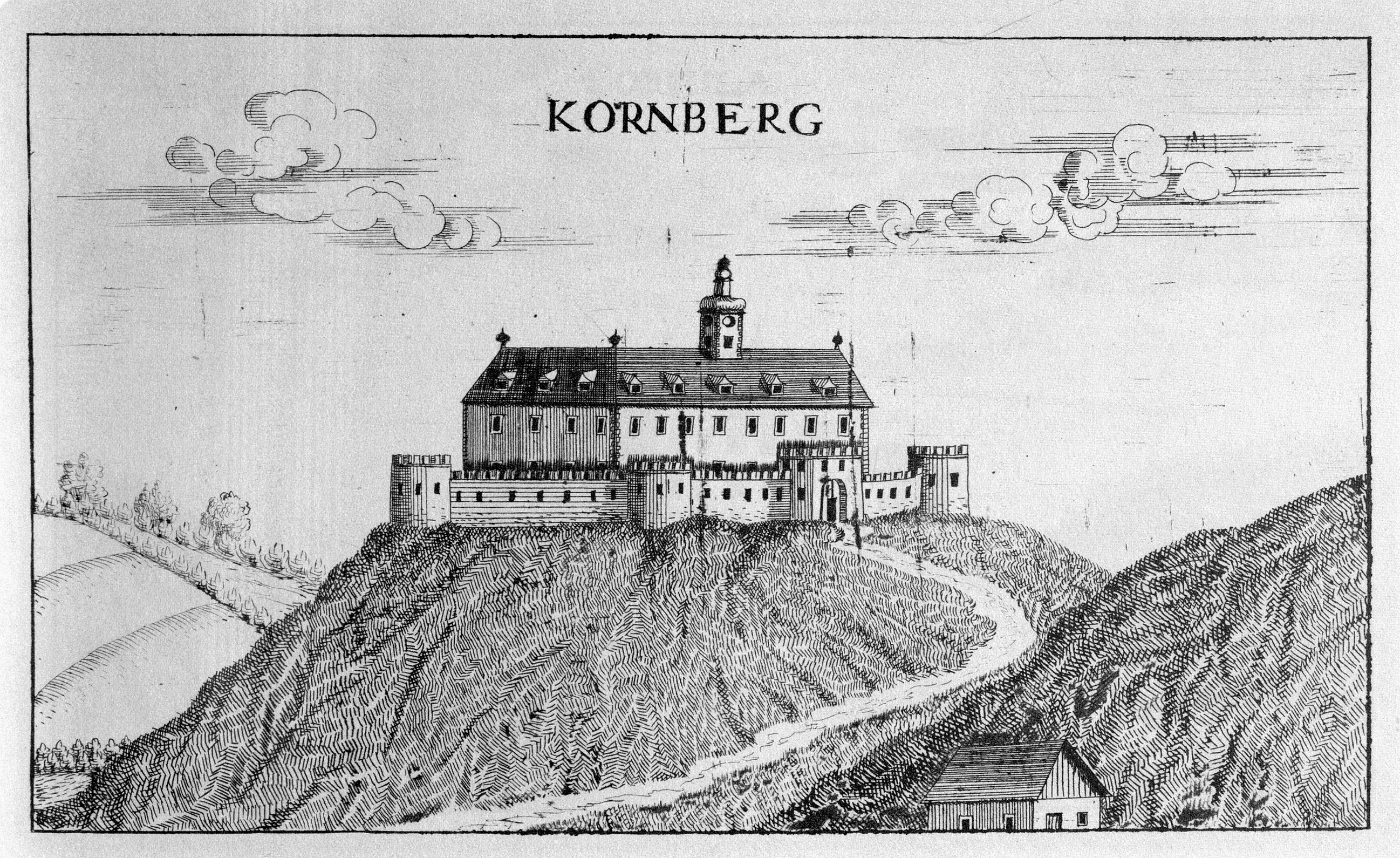
Schloss Kornberg

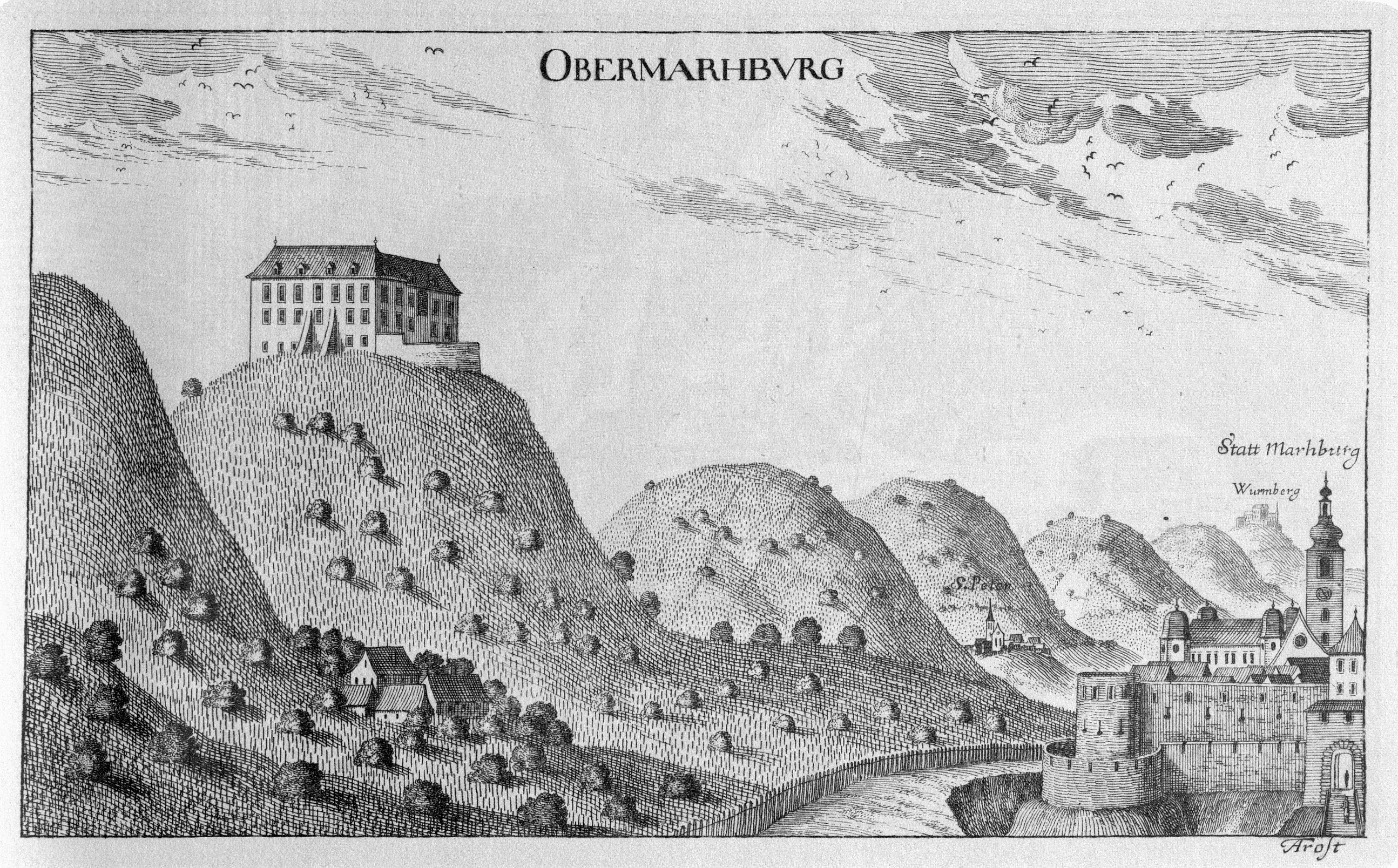
Die Obermarburg der Herrschaft Marburg über der Stadt Marburg

Die Güterschätzung der beiden großen Herrschaften Kornberg und Marburg aus 1542 vermittelt folgenden Besitzstand der Von Graben:

#### Kornberg
Die Herrschaft Kornberg samt Grundstücke wurde auf 16.022 Pfund geschätzt. Zur Herrschaft gehörten auch Untertanen aus 37 Ämtern sowie Bergrechte 13 verschiedener Orte.

#### Marburg
Deren Eigenbesitz an der Herrschaft Marburg, Burg Obermarburg und angrenzender Gründe wurde auf annähernd 3870 Pfund geschätzt, die weiteren zur Herrschaft gehörenden Ämter und Bergrechte wurden auf 50.045 Pfund geschätzt.
davon:
a) Leibeigene Familien:
1527 wurden 267 untertänige Familien, davon 109 mit Inwohnern, registriert. 1542 lebten auf der Herrschaft der oberen Marburger Burg 283 untertänige Familien in 23 Dörfern.
b) zur Herrschaft dazugehörende Ämter: 
Pachern, Hartl, Wildhaus / Viltuš, Rosbach / Rošpoh, Leitersberg bri Mariboru, Zirknitz / Cirknica, Troboschetz, Sankt Jakob, Platsch / Plač, Neudorf ob Wildon, Wurmberg / Vurberk, Brunndorf, Neudorf ob heiligen Kreuz, Qualetnitz, Pollon ob heiligen Kreuz, Schalauzen, Oberer an der Libau, Ober-Rohr, Lannersorf, Kranau, Fridau / Ormož sowie Oberbrobrang.
c) zur Herrschaft gehörende Bergrechte:
am Bachern (Pacherberg, Pohorje), Amasberg, Hunntzberg, am Stepferberg, in der Hell, zu Leuttersberg, am Sturmbergerberg, Freideggerberg, Gotschinberg, Gotschaberg, Marburger Schloßberg, Rabanerberg, Reschützenberg, Trankoviz, Reschitzberg, an der Gugl am Rosbacherberg, im Margraben, Rosbacherberg, Seebacherberg, Wurmberg, Preisberg. Weitere Bergrechte zu Ober-Rohr, Pibanerberg, Kranau, Ober-Probranikberg, Pänerdorfer Berg, Kazianer Berg, Wildhauserberg, zur Gräscha und im Potutsch.